# Philautus hosii
Philautus hosii és una espècie de granota que es troba a Indonèsia, Malàisia i, possiblement també, a Brunei.
Està amenaçada d'extinció per la pèrdua del seu hàbitat natural.